# Счастливчик Антони

Советский буклет фильма, выпущенный в 1962 году

«Счастливчик Антони» (пол. Szczęściarz Antoni) — польский художественный фильм, комедия 1960 года. Фильм дублирован на русский язык на киностудии имени М. Горького и выпущен на экран в СССР в 1962 г.

## Сюжет
Антони, служащий варшавского ЗАГС, сорокалетний холостяк, женится. В качестве свадебного подарка он получает ключ от дома в пригороде Варшавы. Самого дома, впрочем, ещё нет, его нужно построить, а до того строители требуют расчистить площадку. Антони берётся за лопату — и находит на своём участке засыпанный землей танк времен войны. У новобрачных начинаются проблемы и заботы: о танке пишут газеты, снимается кинохроника, приезжают экскурсии, даже появляется вооруженный часовой. Вот только убирать военную реликвию власти не торопятся, а жить молодой семье негде. В отчаянии Антони сам садится за рычаги и пытается отогнать боевую машину куда подальше. Ничего, кроме неприятностей, из этого не выходит. Неудачливый танкист попадает под суд за незаконное владение оружием и нарушение правил движения. От обвинений Антония смог защитить адвокат — старый знакомый, постоянный клиент ЗАГСа, — а вот избавиться от танка не удалось.
Когда, наконец, за танком приезжает представитель министерства культуры с тягачом, танка на участке не оказывается. Новенький домик — на месте, а на вопрос о танке хозяйка недоуменно пожимает плечами.
Хитроумный Антони построил свой дом вокруг танка, и теперь Т-34 служит ему мебелью.

## В ролях
- Чеслав Воллейко — Антони Грабчик
- Тереса Шмигелювна — Юлия Грабчик
- Эдвард Вихура — начальник ЗАГС
- Стефан Бартик — курьер в ЗАГС
- Хенрик Хунко — друг Антония в ЗАГС
- Леон Немчик — адвокат Потапович, многократный жених
- Казимеж Опалиньский — Опалиньский, сосед Грабчиков
- Ян Кобушевский — сапожник Фиялковский, сосед Грабчиков
- Януш Страхоцкий — инженер
- Юзеф Нальберчак — каменщик
- Юзеф Лодыньский — электромонтёр
- Богдан Баэр — пьянчуга
- Рышард Петруский — представитель Министерства культуры
- Вацлав Ковальский — посланец из дома культуры
- Витольд Скарух — фоторепортёр
- Роман Клосовский — охранник при танке
- Зыгмунт Зинтель — проводник в поезде
- Казимеж Вихняж — водитель маленькой машины
- Тадеуш Плюциньский — валютчик на базаре
- Ян Сузин — жених